# Condado de Muskegon
El condado de Muskegon (en inglés: Muskegon County, Míchigan), fundado en 1859, es uno de los 83 condados del estado estadounidense de Míchigan. En el año 2000 tenía una población de 170.200 habitantes con una densidad poblacional de 129 personas por km². La sede del condado es Muskegon.

## Geografía
Según la Oficina del Censo, el condado tiene un área total de 3779 km² (1459,1 mi²), de la cual 1318 km² (508,9 mi²) es tierra y 2460 km² (949,8 mi²) es agua.

### Características Geográficas
- Lago White
- River White
- Lago Muskegon
- Río Muskegon

## Condados adyacentes
- Condado de Oceana norte.
- Condado de Newaygo noreste.
- Condado de Kent, Condado de Ottawa este.
- Condado de Ottawa sur.
- Condado de Milwaukee suroeste.
- Condado de Ozaukee oeste.

## Demografía
En el 2000 la renta per cápita promedia del condado era de $38,008, y el ingreso promedio para una familia era de $41,710. El ingreso per cápita para el condado era de $17,967. En 2000 los hombres tenían un ingreso per cápita de $35,952 frente a los $25,430 que percibían las mujeres. Alrededor del 11.40% de la población estaba bajo el umbral de pobreza nacional.

## Lugares

### Ciudades
- Montague
- Muskegon Heights
- Muskegon
- North Muskegon
- Norton Shores
- Roosevelt Park
- Whitehall

### Villas
- Casnovia (parcial)
- Fruitport
- Lakewood Club
- Ravenna

### Lugares designados por el censo
- Twin Lake
- Wolf Lake

### Comunidades no incorporadas
- Bailey
- Wabaningo

### Municipios
| - Municipio de Blue Lake - Municipio de Casnovia - Municipio de Cedar Creek - Municipio de Dalton | - Municipio de Egelston - Municipio de Fruitland - Municipio de Fruitport Charter - Municipio de Holton | - Municipio de Laketon - Municipio de Montague - Municipio de Moorland - Municipio de Muskegon Charter | - Municipio de Ravenna - Municipio de Sullivan - Municipio de White River - Municipio de Whitehall |

### Principales carreteras
| - I-96 - US 31 - BUS US 31,una ruta circular por el centro de Muskegon. - BUS US 31, una ruta circular por la zona centro de Whitehall y Montague. | - M-37 - M-46 - M-120 | - B-15 - B-23 - B-31 - B-35 - B-72 - B-86 |